# Brypoctia aeetes
Brypoctia aeetes is een vlinder uit de familie van de Houtboorders (Cossidae). De wetenschappelijke naam van de soort is voor het eerst gepubliceerd in 1901 door Herbert Druce.
De soort komt voor in Colombia.